# Сітітермінален
Центральний термінал (швед. Cityterminalen) — головна автостанція Стокгольма. Розташована у центрі міста і з'єднана тунелем з Центральною залізничною станцією.